# Mascarade
Pour les articles homonymes, voir Mascarade (homonymie).
Ne doit pas être confondu avec Masque (spectacle baroque).
Une mascarade est, dans la culture occidentale, une manifestation festive au caractère satirique rassemblant des personnes masquées et déguisées. Le terme désigne aussi une composition musicale et par extension un comportement parodique.
Sur le continent africain, la mascarade est, au sens premier, une cérémonie à l'occasion de laquelle apparaissent des porteurs de masques, le plus souvent à connotation magique ou religieuse.

## Origine
Dérivé de masque, le terme est emprunté à l'italien mascherata, lui-même dérivé de maschera. Héritières des Saturnales de la Rome antique, les mascarades apparaissent au Moyen Âge à l'occasion des carnavals.

## Composition musicale
Le terme est employé pour nommer une composition musicale ou la partie d'une œuvre scénique de caractère burlesque jouée par des personnages masqués, alternant des figures de danse et des récitations de vers galants comme dans le ballet-mascarade de la période baroque. Par métonymie, le terme désigne les vers composés pour une mascarade.

## Parodie
La mascarade désigne aussi le déguisement lui-même, synonyme par extension d'accoutrement extravagant. Au figuré, il désigne un comportement hypocrite, une situation dérisoire, une mise en scène fallacieuse, un simulacre ou une parodie dans le domaine social, politique ou juridique.

## Exemple de mascarade officielle
A Séville au XVIIIe siècle, un défilé de chars fut organisé en 1746, à l'occasion de l'avènement sur le trône de Ferdinand VI et Marie-Barbara de Portugal. Huit peintures, commandées par la Fabrique royale de tabac de Séville au peintre Domingo Martínez relatent cet évènement dont le tableau du Char de l'annonce de la mascarade conservée au musée des beaux-arts de Séville.